# Penarie
Penarie est une localité australienne située dans la zone d'administration locale du comté de Balranald, dans la région de la Riverina en Nouvelle-Galles du Sud.
La localité, à environ 32 km au nord de Balranald, ne comprend qu'un hôtel isolé au milieu du bush.